# Datació relativa

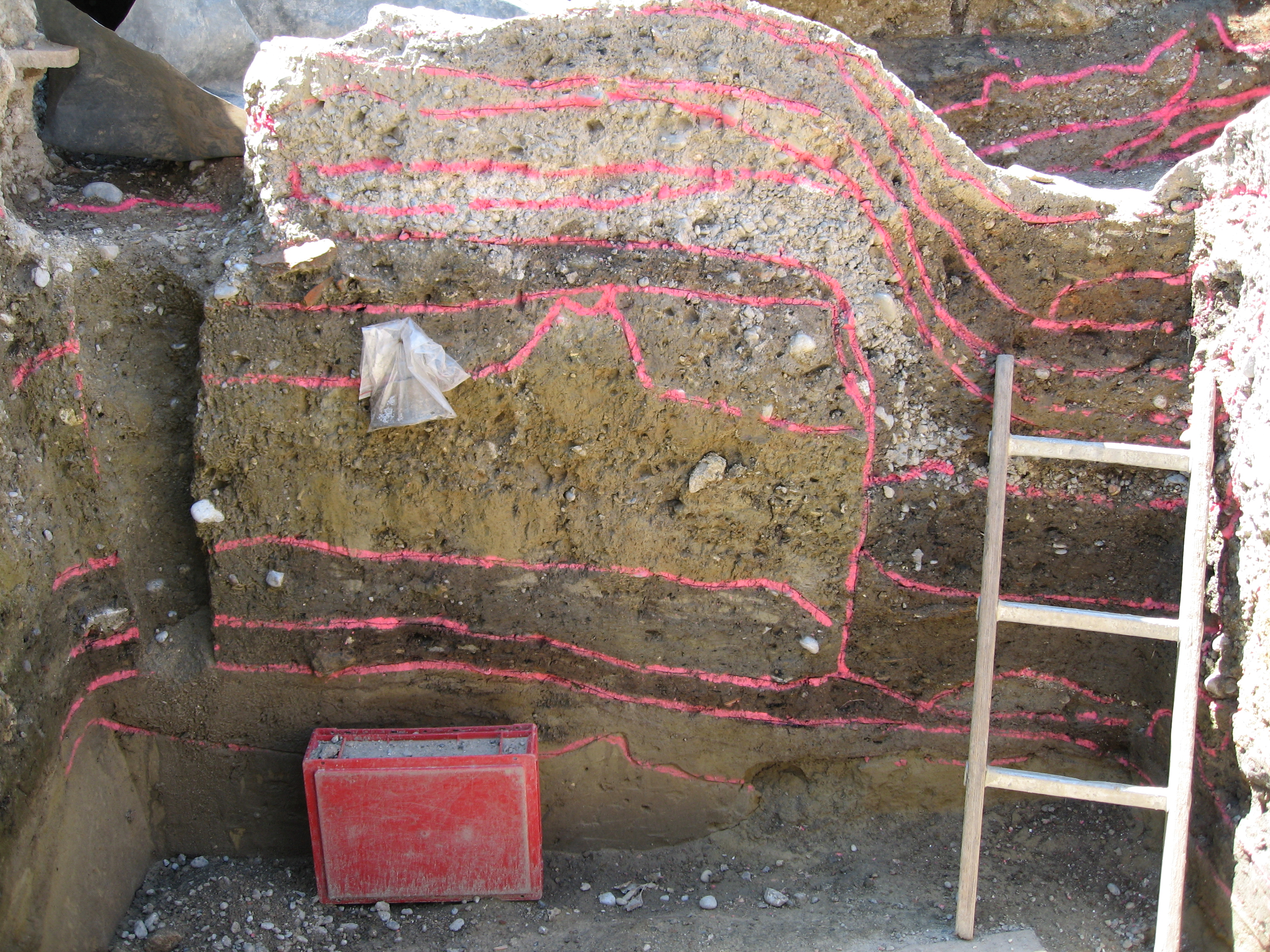
Tall estratigràfic en un jaciment arqueològic.

La datació relativa és el conjunt de mètodes de datació que permeten ordenar cronològicament esdeveniments geològics o biològics en comparar uns amb els altres. Les tècniques de datació relativa, a diferència de la datació absoluta, no ofereixen una data precisa, sinó que proposen un ordre cronològic, d'allò més antic a allò més modern. També es pot trobar que ofereixi una data abans o després d'algun fet rellevant. Una datació relativa es duu a terme analitzant l'estratigrafia o la tipologia dels materials trobats, també s'estudien els canvis climàtics al llarg del temps utilitzant la datació faunística i pol·línica (estudi de les partícules del pol·len). Per acabar, també podem utilitzar la datació dels ossos.
Quan en una excavació arqueològica es troba un determinat objecte, es pot conèixer la seva situació en el temps a partir de l'estratigrafia, analitzant la seva localització en un estrat determinat i comparant-la amb els altres estrats. Mitjançant una ordenació (seriació) tipològica, és a dir fent una ordenació segons les característiques exteriors d'un objecte, podem reconèixer si un objecte és anterior o posterior a un altre.
Els grans canvis climàtics, com glaciacions o èpoques de sequeres, poden permetre datar un objecte situant-lo abans o després d'aquests. Els canvis climàtics que ha experimentat la terra al llarg del temps es poden conèixer analitzant els sediments marins i les capes de gel formades al llarg del temps. Una altra manera de conèixer els canvis climàtics és mitjançant un estudi de la flora i la fauna al llarg del temps. Per dur a terme un estudi de la fauna utilitzem la datació faunística i pel de la flora, una datació pol·línica (palinologia), que permet conèixer com ha evolucionat la flora d'una determinada zona a partir de les restes de pol·len.
La datació relativa dels ossos s'utilitza, normalment, per confirmar que els ossos trobats en un jaciment pertanyen a una mateixa època.